# Planet of Death
POD: Planet of Death ist ein futuristisches Rennspiel des französischen Computerspielherstellers Ubisoft. Es wurde erstmals 1997 veröffentlicht.

## Handlung
Die Hintergrundgeschichte handelt von einem Pilz namens Pod, der auf dem bis dato prosperierenden Planeten „Io“ durch ein Minenunglück der Sauerstoffatmosphäre ausgesetzt und dadurch aktiviert wird. Der Planet wird daraufhin evakuiert, jedoch bleiben einige Menschen zurück, entweder weil sie nicht wollten oder weil sie keine Wahl hatten. Um den verbliebenen Platz im letzten Shuttle zu bekommen, muss der Spieler sich mit sieben Computer-Gegnern in diversen Rennen messen.

## Beschreibung
Als Besonderheiten bietet das Spiel eine surrealistisch anmutende Grafik, exaktes Fahrverhalten der Rennwagen sowie verwinkelte Strecken mit vielen Sackgassen. Per Netzwerk, Internet, Modem oder Splitscreen können bis zu acht Fahrer gegeneinander antreten. Mittels des "Game Service" war es POD-Spielern möglich, auch auf den Servern von Ubisoft gegeneinander anzutreten. Dies ist aber mittlerweile nicht mehr möglich.

## Technik
POD war eines der ersten Spiele, das die MMX-Befehlssätze für Intel-Prozessoren unterstützte. Das Spiel wurde daher als OEM-Version zahlreichen Computern mit Intel-MMX-Prozessoren beigelegt. Die OEM-Version bot jedoch keine Unterstützung für 3dfx-Karten und auch keinen Netzwerkmodus.
POD war weiterhin eines der ersten Spiele, das für 3D-Grafikkarten von 3dfx optimiert wurde. Dies betraf zunächst nur die Voodoo 1. Wenig später brachte Ubisoft einen Patch für die Voodoo 2, einen Force-Feedback-Patch sowie einen Direct3D-Patch heraus.

## Versionen und Nachfolger
POD bietet in der OEM-Version zwölf, in der Standard-Version 16 futuristische Rennstrecken. Darüber hinaus konnten zahlreiche weitere Strecken aus dem Internet heruntergeladen werden. Etwa ein Jahr nach Veröffentlichung von POD brachte Ubisoft eine Erweiterung unter dem Titel Back to Hell heraus. Sie bot 19 zusätzliche Strecken, welche jedoch größtenteils bereits über die Ubisoft-Server erhältlich waren. Später veröffentlichte Ubisoft noch eine Gold-Version mit 32 Strecken.
Ubisoft veröffentlichte Ende 2000 einen Nachfolger unter dem Titel POD: Speedzone. Allerdings war dieser nur für die Spielekonsole Dreamcast erhältlich.
Ende 2011 wurde POD Gold digital neu veröffentlicht. Dabei wurde das Spiel an aktuelle Hardware und Windows 7 angepasst, wobei das Spiel dasselbe bleibt.